# Die Söhne Eduards IV.

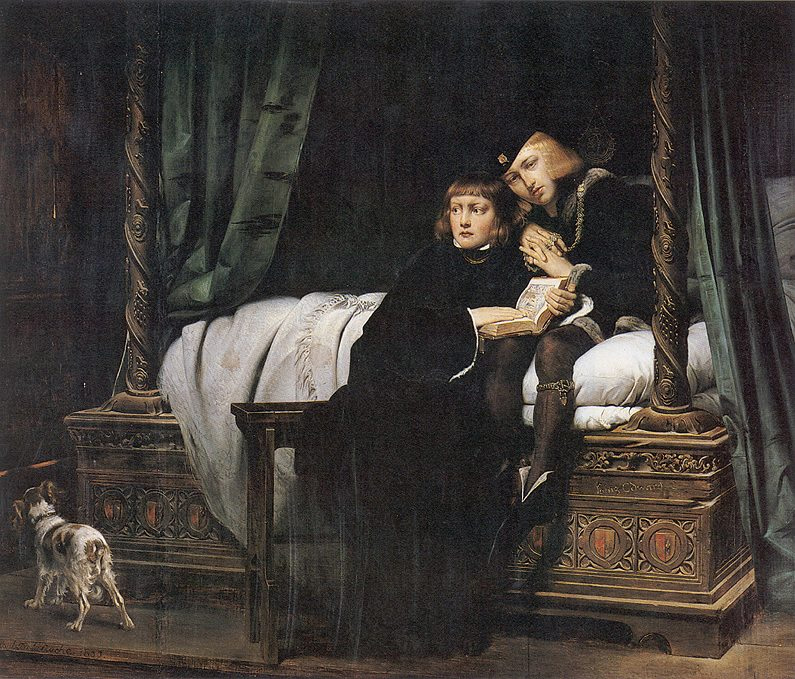
Die Söhne Eduards IV., Paul Delaroche, 1830, Öl auf Leinwand, 181 × 215 cm, Musée du Louvre

Die Söhne Eduards IV. (französisch: Les Enfants d’Édouard) ist ein 1830 entstandenes romantisierendes Ölgemälde des französischen Malers Paul Delaroche. Es besitzt die Maße 181 × 215 cm und hängt im Musée du Louvre in Paris. Delaroches Historiengemälde basiert auf der Geschichte der Prinzen im Tower und gehört zu den bekanntesten Gemälden Paul Delaroches.

## Beschreibung
Das Werk zeigt die verängstigten Prinzenbrüder Eduard V. und Richard of Shrewsbury, 1. Duke of York, Kinder von Eduard IV. Beide tragen schwarze Kostüme, die in Kontrast mit den hellen Gesichtern und den blonden Haaren der Brüder stehen. Richard of Shrewsbury sieht den Betrachter verträumt an. Sie sind zusammengedrängt, wobei Eduard V. mit dem Rücken an einen Betstuhl gelehnt ist und einen besorgten Blick über seinen Rücken zu der Tür, welche sich im linken Bildbereich befindet, richtet. Beide halten ein illustriertes Studienbuch in den Händen, lesen jedoch nicht darin oder haben es unterbrochen, weil sich ihre Aufmerksamkeit auf einen Schatten an der Tür richtet. Das Bett, auf dem sie sitzen, ist aus geschnitztem dunklem Eichenholz mit blau-grünen Vorhängen und weißen Kissen. An der Seite ist King Eduard in das Bett geschnitzt. Durch den Spalt unter der Tür dringt Licht, in welchem sich ein Schatten von Füßen erkennbar abzeichnet. Da der Raum spärlich beleuchtet ist, wird der Lichtspalt hervorgehoben. Somit lenkt sich der Blick des Betrachters auf eben diesen. Ebenfalls zu dem Lichtspalt gerichtet steht ein kleiner weiß-brauner Hund, ein King Charles Spaniel, der mit aufmerksamen Blick und gespitzten Ohren und schief gelegtem Kopf den Schatten unter der Tür beobachtet.

## Vorbereitung
Paul Delaroche orientierte sich bei seiner Darstellung an William Shakespeares Drama „Richard III.“, durch das die englische Tragödie um die Prinzen im Tower zu der Zeit bekannt wurde und malte das Gemälde nach Gegenständen und Dokumenten, die er bei mehreren Reisen nach London studiert hat. Um sich über die englische Geschichte zu informieren, reiste er 1824 das erste Mal nach London, besuchte dort die Meyrick Collection of Arms and Armour und überblickt dort Themen der englischen Geschichte. Drei Jahre später, 1827 bis 1828, reiste Delaroche erneut nach London. Dieses Mal reist er gezielt als Vorbereitung für das Gemälde dorthin, besichtigt den Tower und betreibt möglichst präzise Recherchen, um die Personen und Gegenstände nach Vorlage aus der damaligen Zeit zu malen.

## Hintergrund
Das Gemälde zeigt Richard of Shrewsbury, 1. Duke of York, sowie seinen älteren Bruder Eduard V., der durch Richard III. als Gefangener im Tower festgehalten wurde. Nachdem über einen längeren Zeitraum nichts mehr von einem der beiden Prinzenbrüder gehört wurde, entstanden Spekulationen über ihre Ermordung. Zu dieser Zeit war Richard zehn Jahre alt und Eduard zwölf Jahre alt. Die Theorie bezüglich ihrer Todesursache hält sich bis heute, wobei keine Beweise für das tatsächliche historische Ereignis vorliegen. Mehrere wurden als mögliche Verdächtige in Erwägung gezogen, unter ihnen wurde Richard III. am häufigsten als Mörder bezichtigt. In dem Gemälde greift Delaroche die damals aktuelle historische Auseinandersetzung um die Existenz der Mörder auf. Die Geschichte der Prinzen im Tower, eines der beliebtesten Geheimnisse der englischen Geschichte, wird aufgegriffen, um neue Möglichkeiten der Interpretation zu zeigen und Richard III. als Usurpator sowie seine Schuld am Tod der Brüder neu zu diskutieren. Indem er den Augenblick direkt vor dem vermuteten Mord und nicht den Moment der Ausführung des Mordes als Motiv aufgreift und damit die Zeit anhält, lässt er den weiteren Verlauf der Handlung offen und veranlasst den Betrachter des Gemäldes dazu, sich selber über mögliche Täter und mögliche Tathergänge zu spekulieren. Mit präziser Recherche vor Anfertigung des Werkes unterstreicht er die neuen Interpretationsmöglichkeiten zum Tathergang. Die Recherchearbeiten Delaroches zeigen sich in der Detailgenauigkeit, mit der er das Schlafzimmer von Eduard V. und Richard of Shrewsbury malte, ebenso wie in den genauen historischen Details, wie beispielsweise die Verzierung des Bettrahmens. Durch Verwendung der Couleur locale verleiht Delaroche dem Werk Authentizität. Außerdem kreiert er eine dramatische Spannung, die durch die Lichtregie betont und gesteigert wird.

## Geschichte des Bildes
Delaroche wählte das Thema der Prinzen im Tower, um sein Werk bei dem Pariser Salon 1831 zu präsentieren, dort hing es wenige Räume neben Eugène Delacroixs Werk Die Freiheit führt das Volk.
Es erwarb hohe Aufmerksamkeit und gewann mit fortschreitender Zeit an Bedeutung. Später wurde es von König Louis-Philippe I. erworben, in dessen Zusammenhang es auch als Allusion auf die Ereignisse der Zeitgeschichte bezeichnet wurde. Heute zählt es zu den bekanntesten Gemälden von Paul Delaroche.

## Kritik
Trotz des Erfolges beim Salon 1831 zog das Werk dennoch Kritik auf sich. Zentraler Punkt dabei war das Geschichtsverhältnis des Malers. Die vom Werk gekennzeichnete Präzision und Authentizität waren ebenfalls Kritikansatz. Dies aus dem Grund, dass es wirkt, als hätte Delaroche es direkt nach Vorbildern aus der damaligen Epoche gemalt. Die fast schon pedantische Korrektheit, mit der Delaroche vorgeht, lässt Kritikern zufolge die Lebendigkeit aus den Köpfen der Prinzen weichen.

## Einfluss

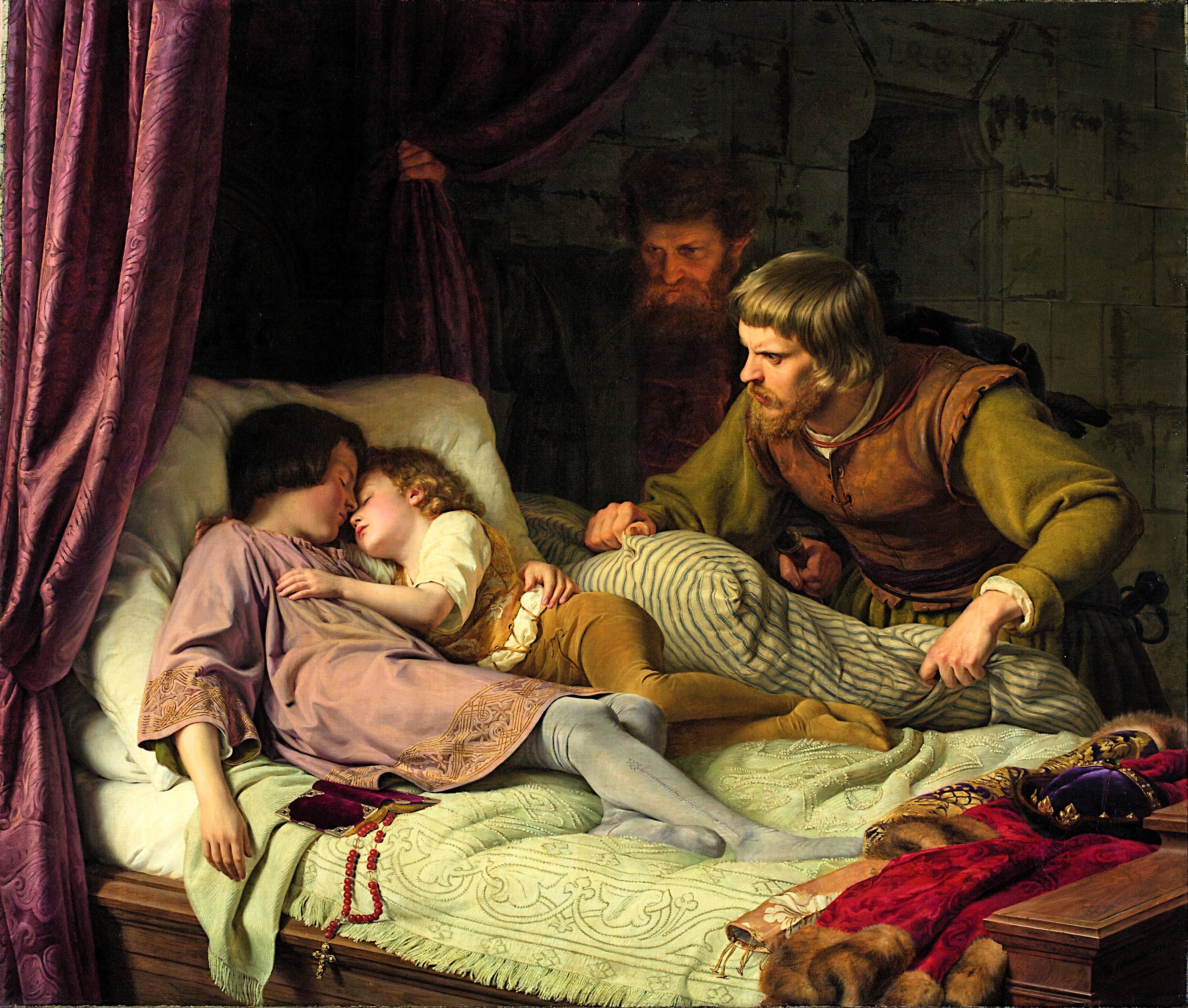
An Delaroche orientiertes Gemälde von Theodor Hildebrandt Die Ermordung der Söhne Eduards IV. aus dem Jahr 1835

Delaroches Werk diente diversen Personen als Vorlage. Beispielsweise inszenierte Casimir Delavigne im Jahr 1833 das Delaroche gewidmete Stück Les enfants d’Édouard im Théâtre français. Es endet mit einer Nachstellung von Delaroches Gemälde als lebendiges Bild. Dies rief einen politischen Eklat hervor, bei welchem Delaroche einen Zusammenhang zwischen politischem Interesse und seinem Werk dementierte. Er begründet diese Aussage mit der Behauptung, das Werk vor dem Beginn der Revolution zu Ende gebracht zu haben und mit der Absicht, etwas Überzeitliches zu schaffen. Delavigne selber wurde durch den Erfolg als Mitglied in die Académie des Beaux-Arts aufgenommen. Weiter hat Theodor Hildebrandt sein Gemälde Die Ermordung der Söhne Eduards IV. von 1835 an Delaroches Werk angelehnt. Er greift wie Delaroche den Moment vor dem Kindermord auf, zeigt allerdings weitere zwei Personen neben den Brüdern. Das hat zur Folge, dass der Ausgang der dargestellten Situation wenig Interpretationsspielraum, dafür aber eine größere Spannung vermittelt.
The Princes in the Tower aus dem Jahr 1878 von dem Maler John Everett Millais ist ebenfalls an dem Werk von Delaroche angelehnt. Auf dem Werk stehen Eduard IV. und Richard of Shrewsbury im Vordergrund. Der Hintergrund ist, anders als bei Delaroche, nur angedeutet und verläuft sich.